# Lord Jim (1925)
Lord Jim is een Amerikaanse dramafilm uit 1925 onder regie van Victor Fleming. Het scenario is gebaseerd op de gelijknamige roman uit 1900 van de Pools-Britse auteur Joseph Conrad. Destijds werd de film in Nederland uitgebracht onder de titel Een heldendaad in de tropen.

## Verhaal
Een stuurman raakt zijn baan kwijt, omdat hij zijn post heeft verlaten tijdens een schipbreuk. Hij gaat werken op een handelspost en klimt daar op tot een bestuurderspositie. Hij wordt verliefd op de dochter van zijn chef en hij verwerft ook aanzien in het dorp. Op een dag wordt dat dorp aangevallen door zeerovers.

## Rolverdeling
| Acteur            | Personage      |
| ----------------- | -------------- |
| Percy Marmont     | Lord Jim       |
| Shirley Mason     | Jewel          |
| Noah Beery        | Kapitein Brown |
| Raymond Hatton    | Cornelius      |
| Joseph J. Dowling | Stein          |
| George Magrill    | Dain Waris     |
| Nick De Ruiz      | Sultan         |
| J. Gunnis Davis   | Scoggins       |
| Jules Cowles      | Yankee Joe     |
| Duke Kahanamoku   | Tamb Itam      |